# Phil Krause
Pour les articles homonymes, voir Krause.
Phil Krause, né le 18 août 1911, à Chicago, en Illinois et mort le 28 octobre 1977, à Chicago, est un ancien joueur et entraîneur de basket-ball américain naturalisé lituanien. Il évolue au poste d'arrière. Il est le frère de Moose Krause.

## Palmarès
Joueur
- Champion d'Europe 1937
- Champion d'Europe 1939

Entraîneur
- Champion d'Europe 1937
- Finaliste du championnat d'Europe féminin 1938